# Palaquium ridleyi
Palaquium ridleyi är en tvåhjärtbladig växtart som beskrevs av George King och James Sykes Gamble. Palaquium ridleyi ingår i släktet Palaquium och familjen Sapotaceae. Inga underarter finns listade i Catalogue of Life.